# На Назона
«На Назона» — условное название стихотворения римского поэта Гая Валерия Катулла, включённого в состав посмертного сборника («Книги Катулла Веронского») под номером 112. Это короткое стихотворение в две строчки, основанное на не до конца понятной, но явно непристойной игре слов: латинское multus могло означать как «большой», так и «говорливый, докучный» или даже «пассивный развратник». Катулл пишет, что некто Назон (больше об этом человеке ничего не известно) имеет большой нос, но ему не с кем спускаться на площадь, так как он «всем подставляет свой зад».